# Bullebak
De Bullebak, brug 149, is een dubbele basculebrug in Amsterdam over de Brouwersgracht, die ter hoogte van de Marnixkade, de Marnixstraat verbindt met de Korte Marnixstraat. De brug is opgetrokken uit hout, staal, baksteen en beton.
Deze brug moet niet worden verward met de Bullebakssluis (brug 160), die verderop in de Marnixstraat ligt op de plaats van het voormalige gewelf. Het aangrenzende pleintje, hoek Raampoort / Marnixstraat, draagt dezelfde naam.

## Naam
Een bullebak is in het algemeen spraakgebruik een klompje neusvuil of een nors, angstaanjagend persoon. In Amsterdam verwijst het woord ook naar de brug die is vernoemd naar het geheimzinnige "waterspook": de Bullebak. Volgens een oud bijgeloof zou dit spook, tussen brug 149 en een gewelf dat de Lijnbaansgracht met het water van de Singelgracht verbond, op de loer liggen om onoplettende voorbijgangers en kinderen de gracht in te trekken.

## Geschiedenis
Er ligt hier al een brug sinds het eerste kwart van de 17e eeuw. Op de stadsplattegrond van Balthasar Florisz. van Berckenrode uit 1625 is hier al een brug ingetekend op een watertje tussen de Brouwersgracht en Singelgracht. Joan Blaeu volgde in 1649 en liet die brug leiden naar een vroege versie van de Haarlemmerpoort.
De brug, die ter vervanging van de voormalige sluis werd gebouwd, dateert van rond 1889. Vanaf 1892 reden er paardentrams over de brug (Leidseplein – Haarlemmerplein). De brug werd in 1900 aangepast voor de eerste elektrische tramlijn in Amsterdam, de latere tramlijn 10. Voor de zwaardere elektrische motorwagens moest het brugdek worden versterkt en er verschenen grote bovenleidingportalen op de brughoofden. Toen in 1902 de trolleystang als stroomafnemer werd vervangen door de sleepbeugel, waren de portalen overbodig en werden zij verwijderd.
In 1908 en 1920 moesten weer aanpassingen aan de brug verricht worden. In 1940 deed de gemeente Amsterdam een van de vele pogingen om al haar bruggen te vernoemen. Daarbij kwam (opnieuw) aan het licht dat Amsterdam twee Bullebakssluizen had. De ene ligt in de Marnixstraat ter hoogte van de Brouwersgracht, de andere in dezelfde straat ter hoogte van de Bloemgracht. Beide bruggen zijn vernoemd naar een wezen uit een oud volksverhaal, het waterspook de Bullebak, dat in gewelven bij de sluisjes woonde en kinderen die te dicht bij de waterkant kwamen het water in sleurde. Uitgezocht werd welke sluis nu werkelijk de Bullebakssluis zou moeten heten. Raadpleging van kaarten uit 17e eeuw en 18e eeuw gaf geen uitsluitsel. De brug over de Brouwersgracht heette toen officieel kleine Brouwers Schutsluis, werd in de volksmond Bullebakssluis genoemd, en werd later de Bullebak (brugnummer 149). De brug over de Bloemgracht (brugnummer 160) had volgens toenmalige inzichten meer het recht de naam Bullebakssluis te dragen. Nabij de Raampoort lag namelijk ook de Bullebackxsloot, de latere Hugo de Grootgracht.
In 1956 en 1985 vond groot onderhoud aan de brug plaats. In 1977 wilde de gemeente de brug vervangen door een uithijsbare betonnen plaat. Bewoners van een 25-tal woonschepen protesteerden en omwonenden hingen affiches achter hun ramen met de slogan 'Houdt onze Bullebak open'. In 1985 volgde een grote restauratie die 4,5 miljoen gulden kostte, aldus Frank V Smit. In 1995 werd de brug aangewezen als gemeentelijk monument, alhoewel er nog maar weinig originele onderdelen waren.
In voorjaar 2019 bleek dat de Bullebak in dermate slechte staat verkeerde dat maatregelen noodzakelijk waren. In het brugdek en in de onderbouw zaten scheuren en de houten paalfundering was aangetast door bacteriën en schimmel; een euvel dat meerdere bruggen in de stad trof. Vrachtverkeer en autobussen werden vanaf 27 maart 2019 van de brug geweerd. Er mocht maar een tram tegelijkertijd over de brug en dan alleen stapvoets. Anno 2020 reden tramlijn 3, buslijn 18 en buslijn 21 over de brug.
Tussen augustus 2020 en juni 2023 is de brug vervangen door nieuwbouw met behoud van het historische uiterlijk, waarbij de leuningen en de natuurstenen elementen werden gerestaureerd en teruggeplaatst. De afsluithekken werden vervangen door slagbomen. De stalen brugkelders werden gesloopt om te worden vervangen door betonnen kelders, en de paalfunderingen werden vervangen door stalen funderingspalen die werden ingeschroefd. Ook de landhoofden werden gerestaureerd.
Verkeer was gestremd en werd omgeleid. Voor voetgangers en fietsers kwam er gedurende twee jaar een tijdelijke brug, Deze kreeg als bijnaam 'het Bullebakje'. In augustus/september 2022 werden de overspanningen op hun plaats gehesen. Op 1 maart 2023 werd een deel van de brug (westkant) vrijgegeven voor voetgangers, fietsers en nooddiensten en het Bullebakje werd op dezelfde datum afgesloten, maar in juni werd de Bullebak opnieuw voor twee dagen afgesloten, omdat bij het opendraaien van de brug een tramspoor verboog. Vanaf 29 augustus 2023 is de brug voor de tram weer beschikbaar. Naast de brug staat het beeld Bullebak van Martie van der Loo.

## Afbeeldingen

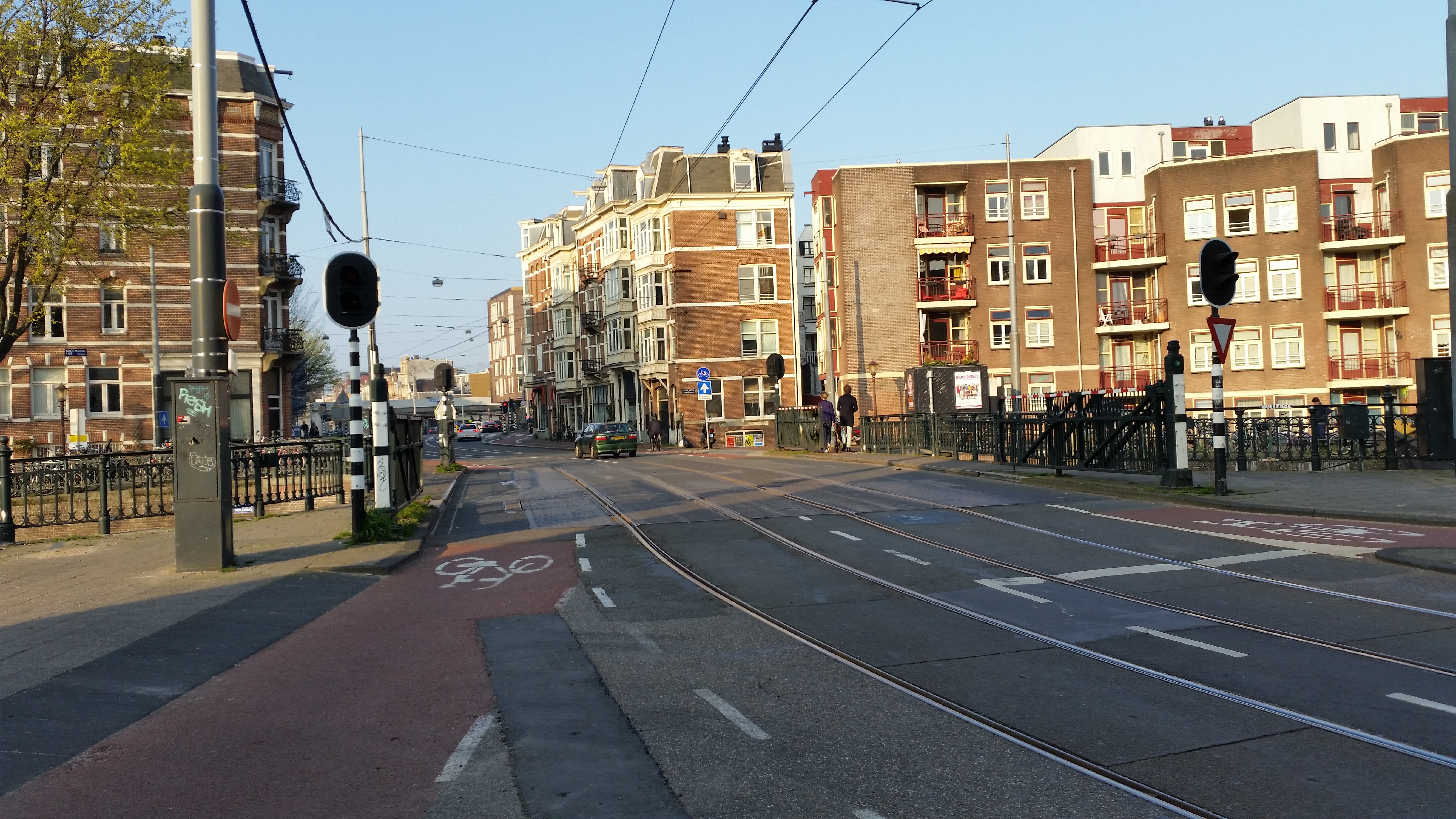
Bullebak vlak na de afsluiting voor zwaar verkeer (maart 2019)
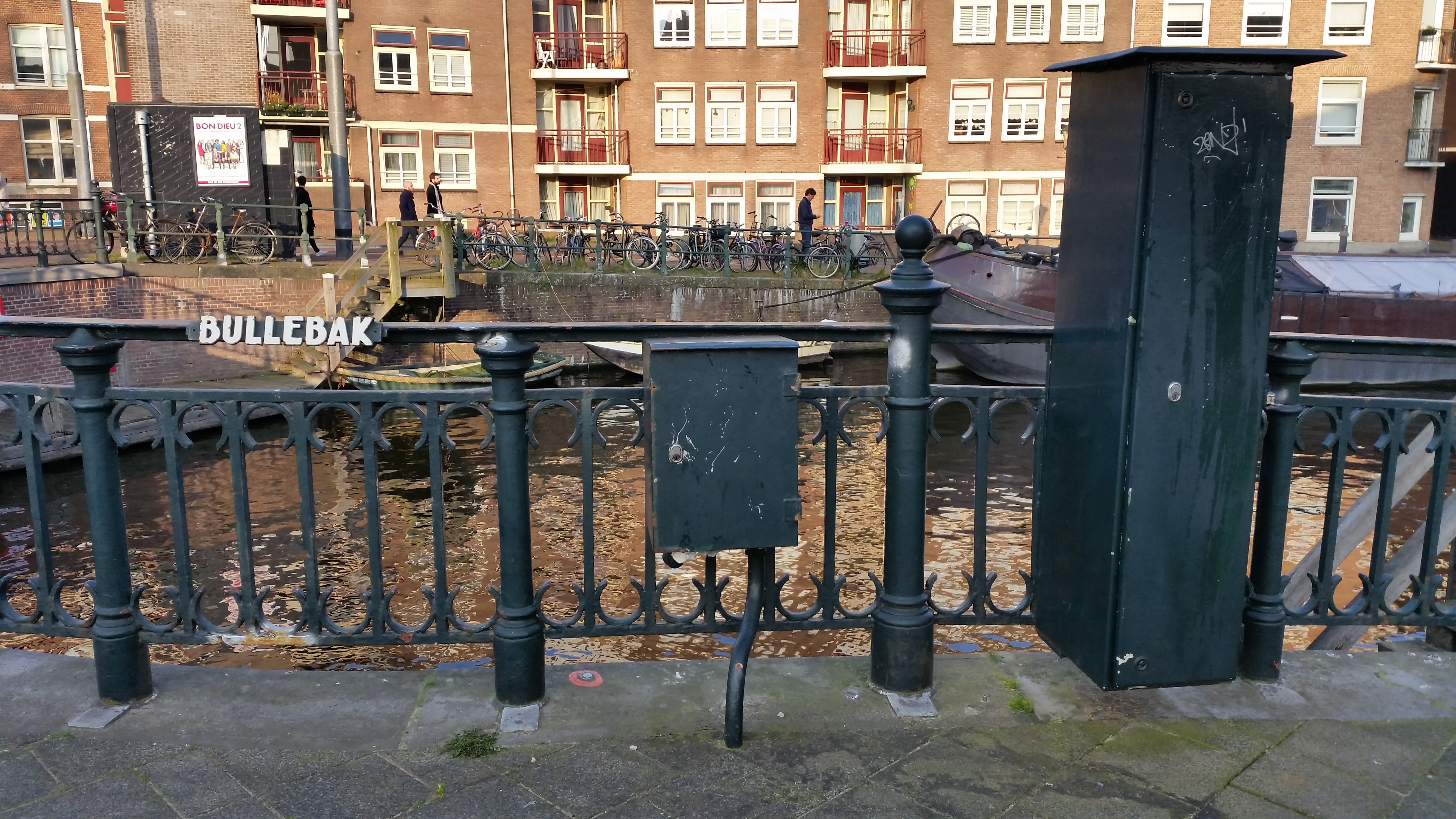
De naamplaat op de leuning die ver tot op de kade doorloopt (maart 2019)
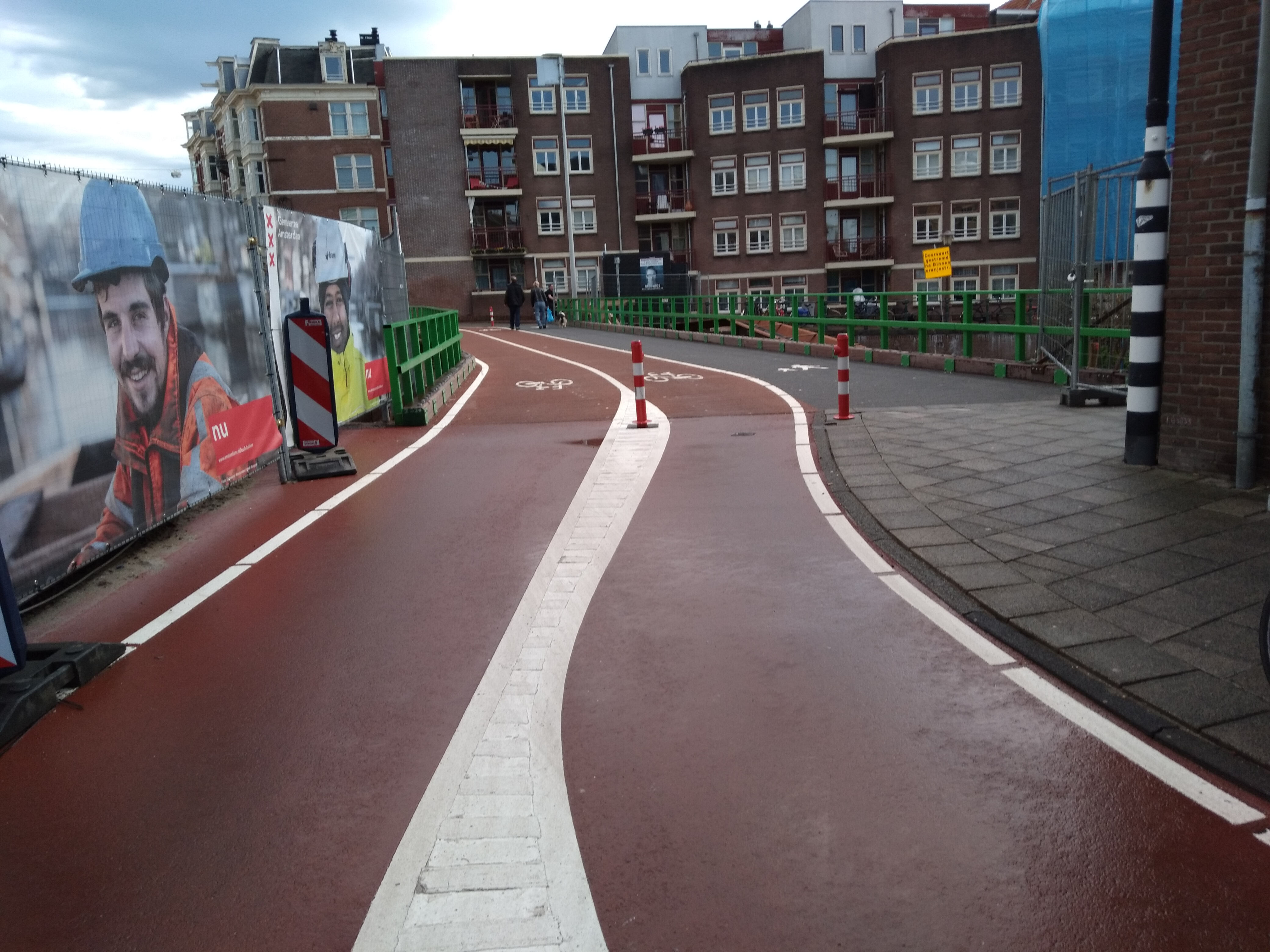
Bullebakje (mei 2021)
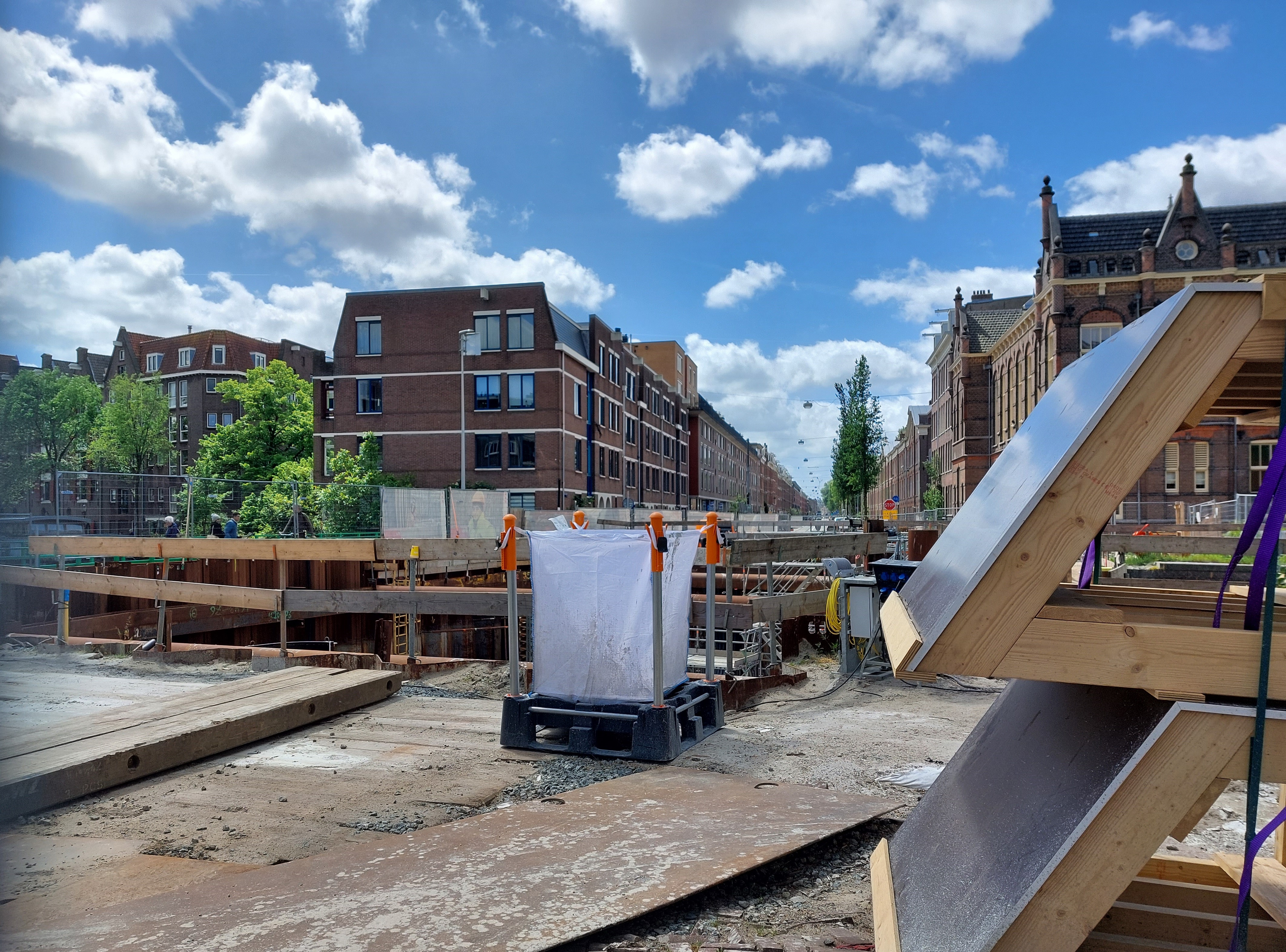
Werkzaamheden in 2022
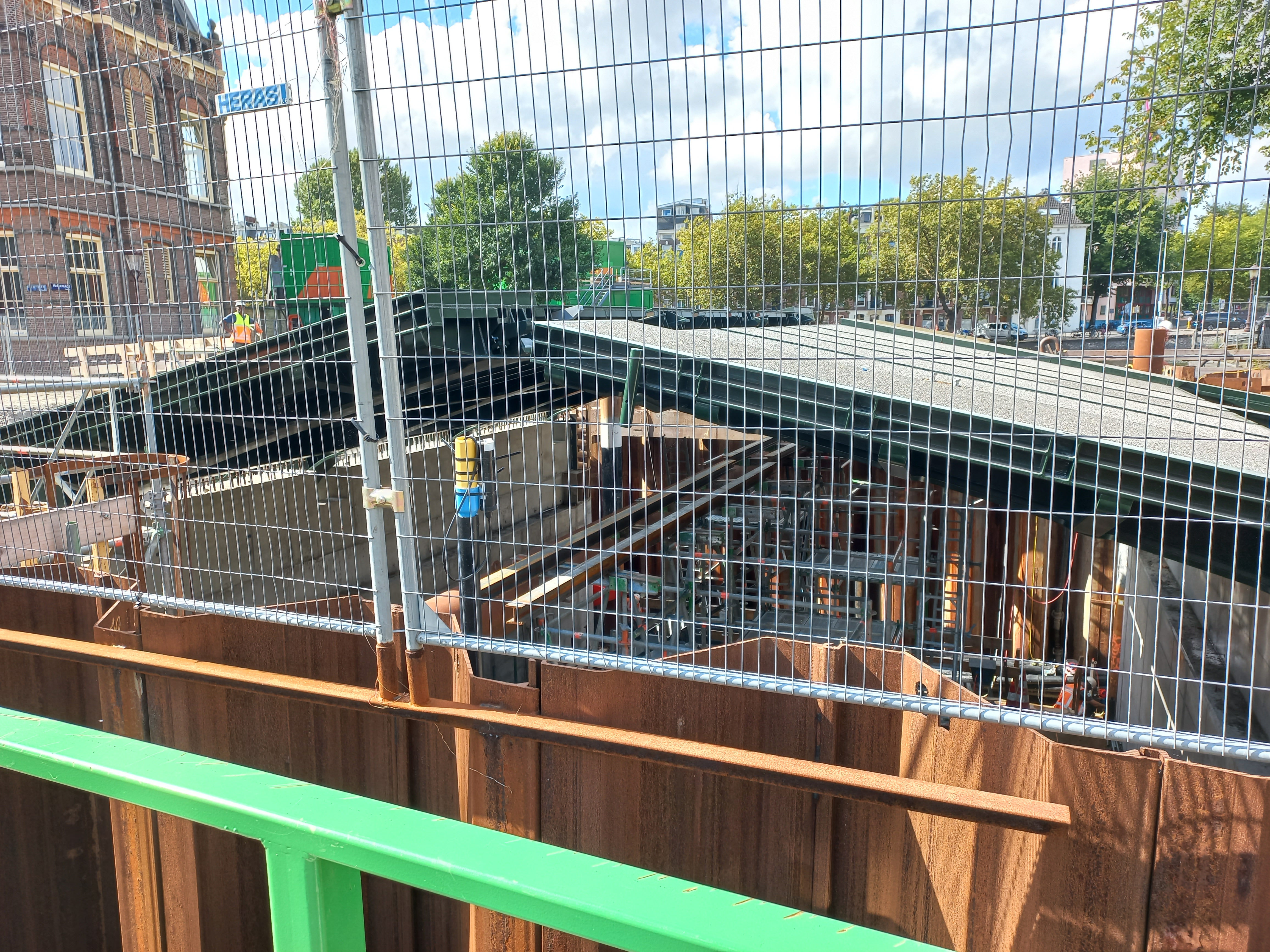
Net geplaatste brugdelen (september 2022)

<<< · 100 · 101 · 102 · 103 ·  105 · 106 · 107 · 108 · 109 ·  110 · 111 · 112 · 113 · 114 · 115 · 116 · 117 · 118 · 119 · 120 · 121 · 122 · 123 · 124 · 125 · 126 · 127 · 128 · 129 · 130 · 131 · 132 · 135 · 136 · 137 · 138 · 139 · 140 · 141 · 142 · 143 · 144 · 145 · 146 · 147 · 148 · 149 ·  150 · 151 · 152 · 155 · 156 · 159 · 160 · 161 · 162 · 163 · 164 · 165 · 166 · 167 · 168 · 169 ·  170 · 171 · 172 · 173 · 174 · 175 · 176 · 177 · 178 · 179 · 180 · 181 · 182 · 183 · 184 · 185 · 186 · 187 · 189 · 190 · 191 · 192 · 193 · 194 · 195 · 196 · 198 · 199 · >>>
Brugnummers 104, 133, 134, 153, 154, 157, 158, 188 en 197 zijn niet (meer) in gebruik.